# V1057 Лебедя
V1057 Лебедя (V1057 Cyg) – неправильная переменная звезда в созвездии Лебедя, фуор.
Бывшая звезда типа Т Тельца (спектральный класс К), которая в конце 1969 г. увеличила блеск более чем на 5m. После вспышки звезда имела спектральный класс А1 (в 1972 г. её спектральный класс был F). Она во многом подобна FU Ориона и принадлежит к звёздам, находящимся на стадии эволюции, предшествующей главной последовательности, её масса больше двух солнечных. Эта звезда является источником инфракрасного излучения и эмиссии ОН и СО.